# Länsväg 282
De Zweedse weg 282 (Zweeds: Länsväg 282) is een provinciale weg in de provincies Stockholms län en Uppsala län in Zweden en is circa 50 kilometer lang.

## Plaatsen langs de weg
- Uppsala
- Gunsta
- Almunge
- Knutby
- Edsbro

## Knooppunten
- Länsväg 255 bij Uppsala (begin)
- E4 bij Uppsala
- Länsväg 273 bij Almunge
- Länsväg 280 bij Edsbro (einde)